# Caiolo
Caiolo (lombardul: Cajöö vagy Cajöl) település Olaszországban, Sondrio megyében. Lakosainak száma 1049 fő (2023. január 1.). Caiolo Albosaggia, Carona, Castione Andevenno, Cedrasco, Foppolo, Piateda, Postalesio és Sondrio községekkel határos.

## Népesség
A település népességének változása:
| Lakosok száma | 1081 | 1085 | 1049 |
|               | 2017 | 2018 | 2023 |